# Littorella
Littorella es un género con siete especies de plantas de flores, acuáticas, perteneciente a la familia Plantaginaceae.

## Especies
- Littorella americana Fernald
- Littorella australis Griseb.
- Littorella flexuosa Raf.
- Littorella juncea Berg.
- Littorella lacustris L.
- Littorella spicata Rojas
- Littorella uniflora Rusby